# 간사이 본선
간사이 본선(일본어: 関西本線, かんさいほんせん)은 아이치현 나고야시 나카무라구에 있는 나고야역에서 가메야마역, 나라역을 거쳐 오사카부 오사카시 나니와구의 JR 난바 역에 이르는 간선 철도 노선이다. 나고야 - 가메야마 구간을 도카이 여객철도 (JR 도카이)가, 가메야마 - JR 난바 구간을 서일본 여객철도 (JR 서일본)이 관할하고 있다. 이 중, 쓰게 - JR 난바 구간이 오사카 근교 구간으로, 나라 - JR 난바 구간이 전차 특정 구간으로 지정되어 있다.
전체 구간 중 서일본 여객철도 관할의 가모 - JR 난바 구간의 운행 계통은 1988년 3월에 야마토지 선(일본어: 大和路線, やまとじせん)으로 지정되어 있다.

## 노선 정보
- 관할·노선 거리 (영업 거리): 전장 190.1km (지선 포함, 나고야 - JR 난바 간의 본선은 174.9km)
- 관할 사업자
  - 도카이 여객철도 (제 1종 철도 사업자)
    - 나고야 - 가메야마 간 59.9km

  - 서일본 여객철도 (제 1종 철도 사업자)
    - 가메야마 - JR 난바 간 115.0km
    - 야오 - 스기모토초 간 11.3km (영업 정지)

  - 일본화물철도
    - 제 1종 철도 사업자 구간: 요쓰카이치 - 시오하마 간 3.3km, 히라노 - 구다라 간 1.4km
    - 제 2종 철도 사업자 구간: 나고야 - 가메야마 간 59.9km
- 궤간: 1067 mm(협궤)
- 역 수: 여객역 50(JR 도카이 18개 역, JR 서일본 32개 역, 기종점 포함, 지선 제외, JR 서일본은 가메야마 역 제외), 화물역 2 (여객 병설역 제외)
- 복선 구간
  - 나고야 - 사사지마 신호장
  - 야토미 - 구와나
  - 도미타하마 - 요쓰카이치
  - 미나미요쓰카이치 - 가와라다
  - 기즈 - JR 난바 간
- 전철화 구간: 나고야 - 가메야마 간, 가모 - JR 난바 간 (직류 1500 V)
- 폐색 방식
  - 복선 구간: 복선 자동 폐색식
  - 가메야마 - 가모: 특수 자동 폐색식
  - 요쓰카이치 - 시오하마: 타블릿 폐색식
  - 이외 구간: 단선 자동 폐색식
- 보안 장치
  - 나고야 - 가메야마: ATS-ST
  - 가메야마 - 가모: ATS-S
  - 가모 - 오지: ATS-P 및 ATS-SW
  - 오지 - JR 난바: ATS-P
- 최고 속도
  - 나고야 - 가와라다 및 나라 - 덴노지: 120km/h
  - 이외 구간: 95km/h
- 운전 지령소
  - 나고야 - 가메야마: 도카이 종합 지령소
  - 가메야마 - 기즈: 가메야마 지령소
  - 기즈 - JR 난바: 신오사카 종합 지령소

※회사 경계 역인 가메야마 역은 도카이 여객철도가 관할 중.

## 개요
나고야와 오사카를 미에현, 나라현을 경유하여 잇는 노선이다. 예전에는 나고야와 나라를 최단거리로 잇는 경로로써 직통 열차등이 운전되기도 했지만, 병행하는 도카이도 본선과 도카이도 신칸센의 정비, 긴키 닛폰 철도의 특급 등의 공세에 밀려 현재는 간선 수송보다는 관광·도시간·통근 통학적 수송을 중심으로 하고 있다.
도카이 여객철도 관할 구간 중 나고야 - 요쓰카이치에서는 TOICA, Suica, ICOCA를 사용할 수 있으며, 서일본 여객철도 관할 구간 중 가모 - JR 난바 간에서는 이외에도 J스루 카드, 스룻토 간사이 협의회 PiTaPa 등을 사용할 수 있다.

## 운행 형태

### 지역간 수송
현재, 전 구간을 한번에 잇는 열차는 없고, 세 구간으로 나뉘어 운영되고 있다.
나고야 - 가메야마 간의 전철화 구간은 보통 열차 (전동차) 및 이세 철도에서의 직통 열차 등이 운전되고 있다. 모든 열차가 낮 시간대를 중심으로 1인 승무로 운전되고 있다. 이외에도 키하75형를 이용한 쾌속 '미에' (나고야 - 도바 간 이세 철도 이세 선 경유)도 운전되고 있다. 하지만 요쓰카이치 - 가메야마 간에는 열차가 1시간당 1대 꼴로 운전되는 등 열차 편수가 적다. 2009년 3월 시각표 개정부터는 낮 시간대에 나고야 - 가메야마 구간에서 구와나 역과 요쓰카이치 역 이남의 각역에만 정차하는 쾌속 열차가 신설될 예정이다.
가메야마 - 가모 간의 비전철화 구간은 비교적 한산한 구간으로, 기동차에 의한 1인 승무 운전이 이루어지고 있다. 예전에는 나라, 나고야 방면에서의 열차 직통하는 일이 있었지만, 2001년 3월 이후, 전부 구간 운전으로 이루어지고 있으며, 모든 역에서 열차 교행이 가능한 관계로 낮 시간대 (가모 발차 기준 10시부터 15시)에는 시간당 1편, 그 밖의 시간대에는 시간당 2편 정도가 운전되고 있다 (단선 운행이기 때문에 정확하게 30분, 60분 간격은 아니다). 또한, 매월 두 번째 주의 토요일에는 낮시간대 열차가 운전되지 않는다. 이때 버스 등의 다른 공공 교통 기관에 의한 대체 수송은 이루어지지 않는다. 가메야마 - 가모간의 열차는 가메야마에서 나고야 방면의 열차와, 가모에서 야마토지 선의 열차들과 접속되는 형태로 시각표가 맞춰져있다.
가모 - JR 난바 구간은 야마토지 선을 참고.

## 노선

### 도카이 여객철도 구간
| 역 이름                | 일본어 이름 | 영업 거리 (km) | 접속 노선 | 소재지     | 소재지                                                           | 소재지     |
| ---------------------- | ----------- | -------------- | --- | ---------- | ---------------------------------------------------------------- | ---------- |
| 나고야 (CJ 00)         | 名古屋      | 0.0            | 도카이도 신칸센, 도카이도 본선 나고야 철도 나고야 본선, 긴키 닛폰 철도 나고야 선 ■ 나고야 지하철 히가시야마 선, ■ 나고야 지하철 사쿠라도리 선 나고야 임해 고속 철도 니시나고야 항선 | 아이치현   | 나고야시                                                         | 나카무라구 |
| 사사시마 신호장        | 笹島信号場  | 1.8            | | 아이치현   | 나고야시                                                         | 나카무라구 |
| 핫타 (CJ 01)           | 八田        | 3.8            | ■ 나고야 지하철 히가시야마 선 긴키 닛폰 철도 나고야 선(긴테쓰 핫타 역) | 아이치현   | 나고야시                                                         | 나카무라구 |
| 하루타 (CJ 02)         | 春田        | 7.5            | | 아이치현   | 나고야시                                                         | 나카가와구 |
| 가니에 (CJ 03)         | 蟹江        | 9.3            | 아마군 | 아이치현   | 가니에정                                                         |            |
| 에이와 (CJ 04)         | 永和        | 12.2           | 아이사이시 | 아이사이시 |                                                                  |            |
| 시라토리 신호장        | 白鳥信号場  | 14.0           | 야토미시 | 야토미시   |                                                                  |            |
| 야토미 (CJ 05)         | 弥富        | 16.4           | 야토미시 | 야토미시   | 나고야 철도 비사이 선 긴키 닛폰 철도 나고야 선(긴테쓰 야토미 역) |            |
| 나가시마 (CJ 06)       | 長島        | 19.6           | 긴키 닛폰 철도 나고야 선(긴테쓰 나가시마 역) | 미에현     | 구와나시                                                         | 구와나시   |
| 구와나 (CJ 07)         | 桑名        | 23.8           | 긴키 닛폰 철도 나고야 선, 요로 철도 요로 선 산기 철도 호쿠세이 선(니시쿠와나 역) | 미에현     | 구와나시                                                         | 구와나시   |
| 아사케 신호장          | 朝明信号場  | 25.4           | | 미에현     | 구와나시                                                         | 구와나시   |
| 아사히 (CJ 08)         | 朝日        | 28.5           | 미에군 | 미에현     | 아사히정                                                         |            |
| 도미다 (CJ 09)         | 富田        | 31.7           | 긴키 닛폰 철도 나고야 선(긴테쓰 도미다 역) 산기 철도 산기 선(긴테쓰 도미다 역) | 미에현     | 욧카이치시                                                       | 욧카이치시 |
| 도미다하마 (CJ 10)     | 富田浜      | 33.0           | | 미에현     | 욧카이치시                                                       | 욧카이치시 |
| 욧카이치 (CJ 11)       | 四日市      | 37.2           | 일본화물철도 간사이 본선(화물선, 시오하마역 방면) 긴키 닛폰 철도 나고야 선(긴테쓰 욧카이치 역)                                                                                      | 미에현     | 욧카이치시                                                       | 욧카이치시 |
| 미나미욧카이치 (CJ 12) | 南四日市    | 40.4           | | 미에현     | 욧카이치시                                                       | 욧카이치시 |
| 가와라다 (CJ 13)       | 河原田      | 44.1           | 이세 철도 이세 선(직결 운행 있음) | 미에현     | 욧카이치시                                                       | 욧카이치시 |
| 가와노 (CJ 14)         | 河曲        | 47.5           | | 미에현     | 스즈카시                                                         | 스즈카시   |
| 가사도 (CJ 15)         | 加佐登      | 50.9           | | 미에현     | 스즈카시                                                         | 스즈카시   |
| 이다가와 (CJ 16)       | 井田川      | 55.3           | 가메야마시 | 가메야마시 |                                                                  |            |
| 가메야마 (CJ 17)       | 亀山        | 59.9           | 가메야마시 | 가메야마시 | 기세이 본선, 가모,나라 방면                                      |            |

### 서일본 여객철도 구간
| 역 이름           | 일본어 이름  | 영업 거리 (km) | 접속 노선                | 소재지            | 소재지           | 소재지      |
| ----------------- | ------------ | -------------- | ------------------------ | ----------------- | ---------------- | ----------- |
| 가메야마          | 亀山         | 59.9           | 나고야 방면, 기세이 본선 | 미에 현           | 가메야마 시      | 가메야마 시 |
| 세키              | 関           | 65.6           |                          | 미에 현           | 가메야마 시      | 가메야마 시 |
| 가부토            | 加太駅       | 71.0           |                          | 미에 현           | 가메야마 시      | 가메야마 시 |
| 나카자이케 신호장 | 中在家信号場 | 75.6           |                          | 미에 현           | 가메야마 시      | 가메야마 시 |
| 쓰게              | 柘植         | 79.9           | 구사쓰 선                | 미에 현           | 이가시           | 이가시      |
| 신도              | 新堂         | 86.1           |                          | 미에 현           | 이가시           | 이가시      |
| 사나구            | 佐那具       | 90.5           |                          | 미에 현           | 이가시           | 이가시      |
| 이가우에노        | 伊賀上野     | 94.5           | 이가 철도 이가 선        | 미에 현           | 이가시           | 이가시      |
| 시마가하라        | 島ヶ原       | 101.8          |                          | 미에 현           | 이가시           | 이가시      |
| 쓰키가세구치      | 月ケ瀬口     | 104.8          | 교토부                   | 소라쿠군          | 미나미야마시로촌 |             |
| 오카와라          | 大河原       | 108.8          | 교토부                   | 소라쿠군          | 미나미야마시로촌 |             |
| 가사기            | 笠置         | 114.2          | 교토부                   | 소라쿠군          | 가사기정         |             |
| 가모              | 加茂         | 120.9          | 교토부                   | 나라, 덴노지 방면 | 기즈가와시       | 기즈가와시  |

가모 - JR 난바 구간은 야마토지 선을 참고.

## 사용 차량
간사이 본선 내의 사용 구간 표기. 덴노지 - 이마미야 간만을 주행하는 열차는 생략.
도카이 여객철도 구간
- 211계 전동차 (나고야 - 가메야마)
- 213계 전동차 (나고야 - 가메야마)
- 313계 전동차 (나고야 - 가메야마)
- 키하75형 기동차 (나고야 - 가와라다)
- 키하85계 기동차 (나고야 - 가와라다)
- 이세 철도 이세III형 기동차 (요쓰카이치 - 가와라다)

서일본 여객철도 구간
- 키하120형 기동차 (가메야마 - 가모)
- 103계 전동차 (가모 - JR 난바)
- 201계 전동차 (가모 - JR 난바)
- 207계 전동차 (기즈 - 나라)
- 221계 전동차 (가모 - JR 난바)
- 223계 6000번대 전동차 (미야하라 소속) (나라 - 규호지)
- 381계 전동차 (가모 - JR 난바)

## 역사
- 1890년 12월 25일 - 요쓰카이치 - 쓰게 간의 간사이철도 연장개업.
- 1907년 10월 1일 - 간사이철도 국유화.
- 1979년 8월 1일 - 나고야 - 하타 간 전철화. 1982년 5월 17일부터 전철 영업 개시.
- 1987년 4월 1일 - 국철 분할민영화에 맞추어, 나고야 - 가메야마간이 JR 도카이로 승계됨.
- 2001년 3월 3일 - 나고야 - 가메야마 간 1인 승무 운전 개시.

## 같이 보기
- 야마토지 선